# Зоны льдообразования

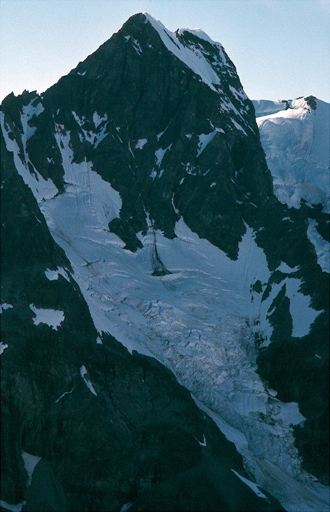

Зоны льдообразования — участки на ледниках, где интенсивность и ход льдообразования разные, что приводит к неодинаковому строению фирново-ледяной толщи и разной скорости превращения фирна в лёд.

## Характеристика зон
- Рекристаллизационная зона (снежная зона)

Таяние отсутствует, льдообразование происходит целиком путём оседания и рекристаллизации. Толщина фирна 50-150 м. Нижнюю границу зоны называют линией сухого снега и она соответствует средней летней температуре воздуха около −9 °C и средней годовой температуре около −25 °C. Распространена во внутренней Антарктиде выше 900—1500 м над ур. м., в северной половине Гренландского ледникового покрова (выше 2000-3000 м) и на высочайших горных пиках (на Памире выше 6200 м).
- Рекристаллизационно-режеляционная зона (снежно-фирновая зона)

Таяние охватывает менее 0,1 отложенного за год снега. Талая вода целиком замерзает внутри годового слоя и льдообразование идёт в основном путём оседания и рекристаллизации. Толща фирна 20-100 м. Нижнюю границу зоны называют линией насыщения, так как на ней происходит промачивание всего годового слоя снега. Встречается на периферии Антарктического ледникового покрова (между 500 и 1100 м над ур. м.), в южной части и на периферии Гренландского ледникового покрова (на высотах 2000-3000 м на юге и 1000—2000 м на севере), на отдельных островных ледниковых куполах и горных пиках (на Памире выше 5800 м).
- Холодная инфильтационно-рекристаллизационная зона (холодная фирновая зона)

Талой воды достаточно для водоотдачи из годового слоя. Она идёт в нижние слои, где замерзает, а при больших уклонах частично идёт в сток (субхолодная подзона). Толщина фирна с крупными ледяными прослойками только до 10-20 м, температура ледника отрицательна. Льдообразование происходит на 2/3 за счёт инфильтрации и на 1/3 оседания и рекристаллизации. Широко распространена в горах с континентальным климатом и на островных ледниковых куполах, а на материковых ледниковых покровах занимает тонкую окраинную полосу.
- Тёплая инфильтационно-рекристаллизационная зона (тёплая фирновая зона)

Запаса холода не хватает для замерзания талой воды, объём которой равен 0,4-0,7 годовой аккумуляции снега. Происходит интенсивный сток, а льдообразование идёт в равной степени за счёт инфильтрационного замерзания и оседания с рекристаллизацией. Толщина фирна с тонкими ледяными прослойками 20-40 м, температура ледника равна температуре плавления. Широко распространена в горах и на островных ледниковых куполах с морским климатом.
- Инфильтрационная зона (фирново-ледяная зона)

Здесь талой воды более 0,5 годового накопления снега, то есть объёма пор в годовом остатке, но фирн сохраняется за счёт накоплений предыдущих лет в вышележащий зоне ледника (которые переместились сюда в результате движения ледника) или фирн остаётся от прошлых более холодных и снежных лет. Толщина фирна менее 10 м, а часто менее 5 м, льдообразование в основном инфильтрационное. Зона всегда окаймляет снизу другие фирновые зоны или существует самостоятельно вследствие изменений климата в период образования или исчезновения этих зон. Широко распространена в настоящее время, может опуститься ниже границы питания ледника в область абляции в случае большой начальной толщины фирна, значительной скорости движения и больших уклонов льда, в особенности при интенсивной аккумуляции.
- Инфильтрационно-конжеляционная зона (зона ледяного питания)

Все поры годового остатка заполняются инфильтрационным льдом. Таяние превышает 0,5 аккумуляции, запас холода больше нужного для инфильтрационного замерзания во всём объёме пор годового остатка, снег превращается в монолитный лёд (наложенный лёд) в течение одного периода абляции, минуя стадию фирна. Располагается между фирновой линией и границей питания ледника. Зона существует при малых уклонах поверхности, малой аккумуляции снега, малых скоростях движения льда, то есть в условиях континентального климата.